# Tjaš Begić
Tjaš Begić, slovenski nogometaš, * 30. junij 2003.
Begić je profesionalni nogometaš, ki igra na položaju vezista. Od leta 2023 je član italijanskega kluba Parme, ki ga je leta 2024 posodil v Frosinone. Pred tem je igral za slovenska kluba Gorico in Celje ter italijansko Vicenzo. Skupno je v prvi slovenski ligi odigral 61 tekem in dosegel pet golov. Bil je tudi član slovenske reprezentance do 16, 17, 18, 19 in 21 let.